# Catalaphyllia
Catalaphyllia là một chi đơn loài của san hô đá trong họ Euphylliidae từ phía tây Thái Bình Dương. Nó được đại diện bởi một loài duy nhất, Catalaphyllia jardinei, thường được gọi là san hô tao nhã (hoặc san hô kỳ diệu, san hô sườn núi). Nó được mô tả lần đầu tiên bởi William Saville-Kent vào năm 1893 với tên gọi là Pectinia jardinei.
Vì vẻ ngoài độc đáo và đẹp mắt, san hô này phổ biến trong các bể san hô. Nó là một loài đang bị khai thác quá mức được thu thập với số lượng lớn từ tự nhiên để buôn bán làm trang trí cho các hồ cá cảnh.

## Miêu tả
San hô này có polyp rất lớn, nhìn thấy được. Chúng phát triển trên một bộ xương san hô lớn, phân nhánh, mỗi polyp đột biến lớn bất thường, gân dài và một đĩa miệng lớn. Nó có thể có nhiều màu: xanh huỳnh quang, xanh vôi và nâu.
Catalaphyllia có thể sinh sản hữu tính, nhưng chúng cũng có thể sinh sản vô tính bằng cách nảy chồi các nhánh mới thả ra để hình thành các khuẩn lạc vệ tinh.
Giống như hầu hết các san hô quang hợp, loài này lưu trữ zooxanthellae, dinoflagellate chuyển đổi ánh sáng mặt trời thành đường để tạo năng lượng. Giống như một tập hợp con của san hô khác, nó cũng có một "cái miệng" mà nó sử dụng để ăn các mẩu thức ăn khác được thu thập bởi các đường gân lớn của nó. Hành vi và sự thích nghi của chúng tương tự như của hải quỳ.

## Phân phối
San hô này thường sống trên các rạn san hô ở phía tây và trung tâm Thái Bình Dương, cũng như đôi khi ở phía đông biển Ấn Độ Dương. Phạm vi của nó kéo dài đến tận phía bắc như Nhật Bản và phía nam đến phía bắc Australia.
Nó có thể có mặt trên cả phần cạn và phần nước giữa của rạn san hô và thích sống trong vùng nước bị khuấy động mạnh hoặc tiếp xúc với dòng chảy đáng kể. Nó thường mọc ở những vùng cát, thay vì trực tiếp trên đá.